# Aliment tonique
Pour les articles homonymes, voir Aliment et tonique.
« Aliment tonique » désignait autrefois un aliment jugé susceptible de redonner un degré normal de vigueur ou de rétablir la santé. Autrement dit, un tel aliment était censé donner du tonus. 
De nos jours, on n'utilise plus ce terme ainsi, du moins pour l'étiquetage au Canada, parce qu'aucun aliment ne peut être considéré comme un tonique efficace.

## Aliments ayant été considérés comme toniques
- Houblon
- Hysope
- Sirop d'érable